# بیلی کلارکسون
بیلی کلارکسون (انگلیسی: Billy Clarkson؛ ۲۲ سپتامبر ۱۸۹۱ – ۱۱ دسامبر ۱۹۵۴) بازیکن فوتبال اهل بریتانیا بود.
از باشگاه‌هایی که در آن بازی کرده‌است می‌توان به باشگاه فوتبال لوتون تاون، باشگاه فوتبال نلسون، باشگاه فوتبال ساوتپورت، باشگاه فوتبال برنلی، و باشگاه فوتبال پادیام اشاره کرد.